# Composizioni di Johann Adolf Hasse

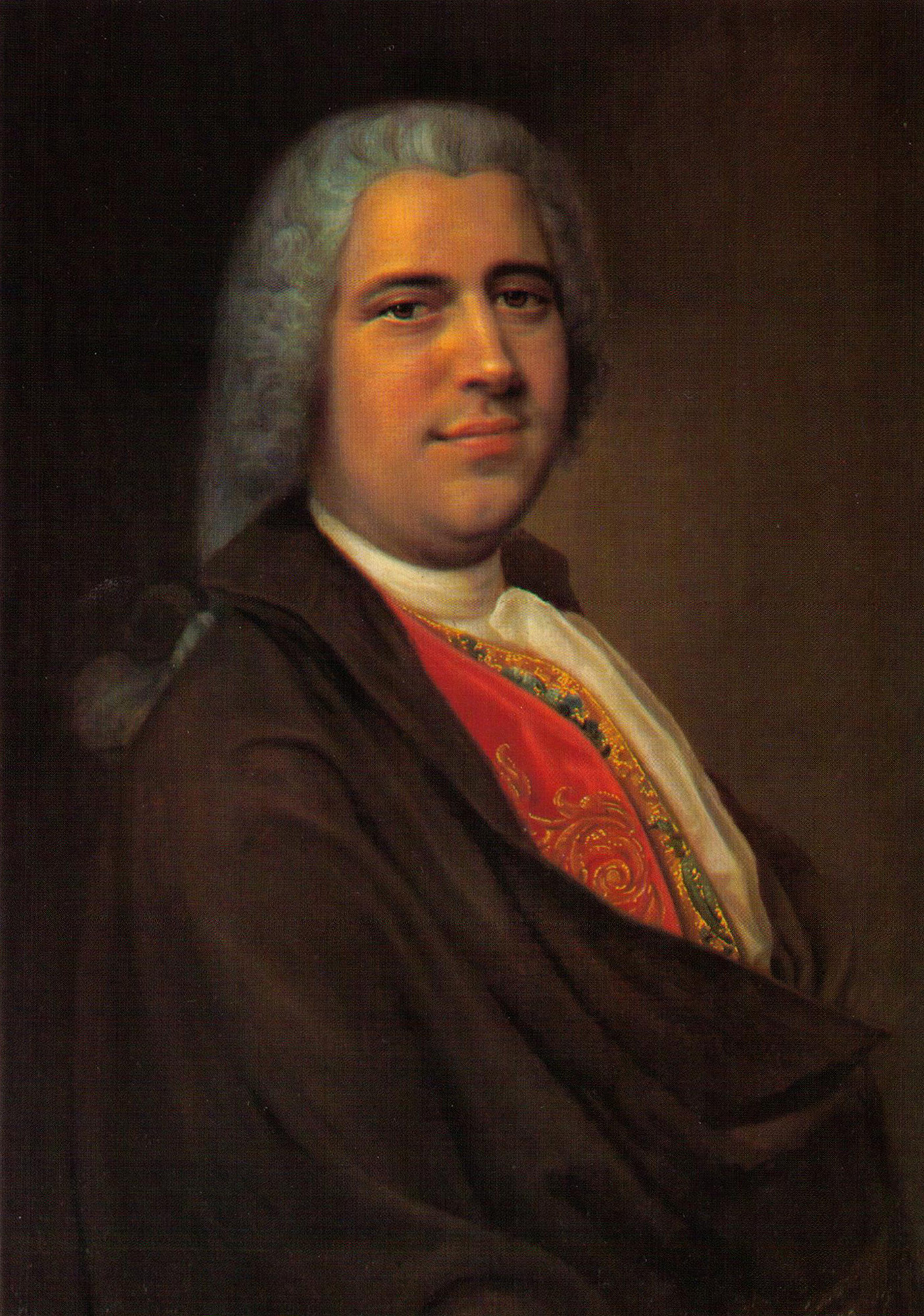
Hasse nel 1740.

Lista delle composizioni di Johann Adolf Hasse (1699-1783), ordinate per genere. Nonostante le numerose composizioni, attualmente non esiste una catalogazione specifica della musica di Hasse.

## Opere
| Titolo                                   | Genere                   | Libretto                                                                    | Prima esecuzione                                                                                      | Note                          | Rielaborazione o ripresa |
| ---------------------------------------- | ------------------------ | --------------------------------------------------------------------------- | --- | ----------------------------- | --- |
| Antioco                                  | dramma per musica        | Barthold Feind, dopo Apostolo Zeno e Pietro Pariati                         | Brunswick, Hof, 11 agosto 1721                                                                        | sopravv. 6 arie               | |
| Il Sesostrate                            | dramma per musica        | Angelo Carasale, dopo Pietro Pariati                                        | Napoli, Teatro San Bartolomeo, 13 maggio 1726                                                         | sopravv. alcune arie          | rev. 28 agosto 1726 |
| L'Astarto                                | dramma per musica        | Apostolo Zeno e Pietro Pariati                                              | Napoli, Teatro San Bartolomeo, dicembre 1726                                                          |                               | |
| Gerone tiranno di Siracusa               | dramma per musica        | dopo Aurelio Aureli                                                         | Napoli, Teatro San Bartolomeo, 19 novembre 1727                                                       | sopravv. alcune arie          | |
| Attalo, re di Bitinia                    | dramma per musica        | Francesco Silvani                                                           | Napoli, Teatro San Bartolomeo, maggio 1728                                                            |                               | |
| L'Ulderica                               | dramma per musica        |                                                                             | Napoli, Teatro San Bartolomeo, 29 gennaio 1729                                                        | sopravv. alcune arie e duetti | |
| La sorella amante                        | commedia per musica      | Bernardo Saddumene                                                          | Napoli, Teatro Nuovo, primavera 1729                                                                  |                               | ripr. Malta, 1736 |
| Tigrane                                  | opera seria              | Francesco Silvani                                                           | Napoli, Teatro San Bartolomeo, 4 novembre 1729                                                        | sopravv. 13 arie e un duetto  | |
| Artaserse                                | opera seria              | Pietro Metastasio (rev. di Giovanni Boldini                                 | Venezia, Teatro San Giovanni Grisostomo, febbraio 1730                                                |                               | ripr. rev. Dresda, 9 settembre 1740, ripr. rev. Napoli, 20 gennaio 1760 |
| Dalisa                                   | opera seria              | Domenico Lalli (dopo Nicolò Minato                                          | Venezia, Teatro San Samuele, maggio 1730                                                              | sopravv. alcune arie e duetti | |
| Arminio (I versione)                     | opera seria              | Antonio Salvi                                                               | Milano, Teatro Regio Ducale, 28 agosto 1730                                                           | sopravv. alcune arie          | |
| Ezio                                     | opera seria              | Pietro Metastasio                                                           | Napoli, Teatro San Bartolomeo, autunno 1730                                                           |                               | ripr. rev. Bayreuth, 23 settembre 1748; ripr. rev. Dresda, 20 gennaio 1755 |
| Cleofide                                 | opera seria              | Michelangelo Boccardi, basato su Alessandro nell'Indie di Pietro Metastasio | Dresda, 13 settembre 1731                                                                             |                               | ripr. rev. Venezia Teatro San Giovanni Grisostomo, 4 novembre 1736; ripr. rev. Venezia, carnevale 1738 e carnevale 1743 |
| Catone in Utica                          | opera seria              | Pietro Metastasio                                                           | Torino, Teatro Regio, 26 dicembre 1731                                                                | sopravv. alcune arie          | |
| Cajo Fabricio                            | opera seria              | dopo Apostolo Zeno                                                          | Roma, Teatro Capranica, 12 gennaio 1732                                                               |                               | ripr. rev. Napoli, Teatro San Bartolomeo, inverno 1733; ripr. rev. Dresda, 8 luglio 1734; ripr. come Pirro Jaromeritz, autunno 1734; ripr. rev. Berlino, settembre 1766                                                                                 |
| Demetrio                                 | opera seria              | Pietro Metastasio                                                           | Venezia, Teatro San Giovanni Grisostomo, gennaio 1732                                                 |                               | ripr. come Cleonice Vienna, febbraio 1734; ripr. Venezia Teatro San Cassiano, carnevale 1737; ripr. come Cleonice Dresda, 8 febbraio 1740; ripr. come Cleonice Venezia, Teatro Sant'Angelo, 1740; ripr. Venezia San Giovanni Grisostomo, carnevale 1747 |
| Euristeo                                 | opera seria              | Domenico Lalli (dopo Apostolo Zeno)                                         | Venezia, Teatro San Samuele, maggio 1732                                                              |                               | |
| Issipile                                 | opera seria              | Pietro Metastasio                                                           | Napoli, Teatro San Bartolomeo, 1º ottobre 1732                                                        | sopravv. 14 arie              | ripr. (con rev. di Leonardo Leo) Napoli, Teatro San Carlo, 19 dicembre 1742; ripr. (con rev. di Pasquale Cafaro) Napoli, Teatro San Carlo, 26 dicembre 1763                                                                                             |
| Siroe re di Persia                       | opera seria              | Pietro Metastasio                                                           | Bologna, Palazzo Malvezzi, 2 maggio 1733                                                              |                               | ripr. rev. Napoli, Teatro San Carlo, 4 novembre 1747; ripr. rev. Dresda, carnevale 1763 |
| Tito Vespasiano                          | opera seria              | Pietro Metastasio (La clemenza di Tito)                                     | Pesaro, Teatro Pubblico, autunno 24 settembre 1735                                                    | sopravv. 3 arie               | ripr. rev. Dresda, 17 gennaio 1738; ripr. rev. Napoli, Teatro San Carlo, 20 gennaio 1759 |
| Senocrita                                | opera seria              | Stefano Benedetto Pallavicino                                               | Dresda, 27 febbraio 1737                                                                              |                               | |
| Atalanta                                 | opera seria              | Stefano Benedetto Pallavicino                                               | Dresda, 26 luglio 1737                                                                                | sopravv. 16 arie              | |
| Asteria                                  | favola pastorale         | Stefano Benedetto Pallavicino                                               | Dresda, 3 agosto 1737                                                                                 | sopravv. 20 arie e sinfonia   | |
| Irene                                    | opera seria              | Stefano Benedetto Pallavicino                                               | Dresda, 8 febbraio 1738                                                                               |                               | |
| Alfonso                                  | opera seria              | Stefano Benedetto Pallavicino                                               | Dresda, 11 maggio 1738                                                                                |                               | |
| Viriate                                  | opera seria              | Domenico Lalli, basato su Siface di Pietro Metastasio                       | Venezia, Teatro San Giovanni Grisostomo carnevale 1739                                                |                               | |
| Numa Pompilio                            | opera seria              | Stefano Benedetto Pallavicino                                               | Hubertsburg, 7 ottobre 1741                                                                           |                               | |
| Lucio Papirio                            | opera seria              | Apostolo Zeno                                                               | Dresda, 18 gennaio 1742                                                                               |                               | ripr. (con rev. di Giuseppe de Majo) Napoli, Teatro San Carlo, 4 novembre 1746; ripr. (con rev. di Carl Heinrich Graun o Hasse) Berlino 24 gennaio 1766                                                                                                 |
| Didone abbandonata                       | opera seria              | Pietro Metastasio (rev. Francesco Algarotti                                 | Hubertsburg, 7 ottobre 1742                                                                           |                               | |
| Didone abbandonata                       | opera seria              | Pietro Metastasio (rev. Francesco Algarotti)                                | Hubertsburg, 7 ottobre 1742                                                                           |                               | ripr. rev. Berlino, 29 dicembre 1752; ripr. rev. Versailles, 28 agosto 1753 |
| Endimione                                | festa teatrale           | Pietro Metastasio                                                           | Napoli, luglio 1743                                                                                   |                               | |
| L'asilo d'amore                          | festa teatrale           | Pietro Metastasio                                                           | Hubertusburg, 7 ottobre 1743                                                                          |                               | |
| Antigono                                 | opera seria              | Pietro Metastasio                                                           | Hubertusburg, 10 ottobre 1743                                                                         |                               | ripr. Dresda, 20 gennaio 1744; ripr. (con rev. di Antonio Palella) Napoli, Teatro San Carlo, 19 dicembre 1744; ripr. rev. come Alessandro, re d'Epiro, 1753                                                                                             |
| Ipermestra                               | opera seria              | Pietro Metastasio                                                           | Vienna, 8 gennaio 1744                                                                                |                               | ripr. (con rev. di Antonio Palella) Napoli, Teatro San Carlo, 20 gennaio 1746 |
| Semiramide riconosciuta                  | opera seria              | Pietro Metastasio                                                           | Napoli, Teatro San Carlo, 4 novembre 1744 o Venezia, Teatro San Giovanni Grisostomo, 26 dicembre 1744 |                               | ripr. rev. Dresda, 11 gennaio 1747; ripr. rev. Varsavia, 7 ottobre 1760 |
| Arminio                                  | opera seria              | Giovanni Claudio Pasquini                                                   | Dresda, 7 ottobre 1745                                                                                |                               | ripr. rev. come Hermann und Varus, Brunswick, 1747; ripr. rev. Dresda, 8 gennaio 1753 |
| Lo starnuto di Ercole                    | pasticcio con marionette |                                                                             | Venezia, carnevale 1745                                                                               | musica perduta                | |
| Eurimedonte e Timocleone                 | pasticcio con marionette |                                                                             | Venezia, carnevale 1746                                                                               | musica perduta                | |
| La spartana generosa, ovvero Archidamia  | opera seria              | Giovanni Claudio Pasquini                                                   | Dresda, 14 giugno 1747                                                                                |                               | |
| Leucippo                                 | favola pastorale         | Giovanni Claudio Pasquini                                                   | Hubertusburg, 7 ottobre 1747                                                                          |                               | ripr. rev. Venezia, Teatro San Samuele, maggio 1749; ripr. rev. Dresda, 7 gennaio 1751; ripr. rev. Berlino, 7 gennaio 1765 |
| Demofoonte                               | opera seria              | Pietro Metastasio                                                           | Dresda, 9 febbraio 1748                                                                               |                               | ripr. rev. Venezia, Teatro San Giovanni Grisostomo, carnevale 1749; ripr. rev. Napoli, Teatro San Carlo, 4 novembre 1758 |
| Attilio Regolo                           | opera seria              | Pietro Metastasio                                                           | Dresda, 12 gennaio 1750                                                                               |                               | |
| Ciro riconosciuto                        | opera seria              | Pietro Metastasio                                                           | Dresda, 20 gennaio 1751                                                                               |                               | |
| Adriano in Siria                         | opera seria              | Pietro Metastasio                                                           | Dresda, 17 gennaio 1752                                                                               |                               | |
| Solimano                                 | opera seria              | Giovanni Ambrogio Migliavacca                                               | Dresda, 5 febbraio 1753                                                                               |                               | |
| L'eroe cinese                            | opera seria              | Pietro Metastasio                                                           | Hubertusburg, 7 ottobre 1753                                                                          |                               | ripr. rev. Potsdam, 18 luglio 1773 |
| Artemisia                                | opera seria              | Giovanni Ambrogio Migliavacca                                               | Dresda, 6 febbraio 1754                                                                               |                               | |
| Il re pastore                            | opera seria              | Pietro Metastasio                                                           | Hubertusburg, 7 ottobre 1755                                                                          |                               | ripr. rev. Vienna, 1760; ripr. rev. Varsavia, 7 ottobre 1762 |
| L'Olimpiade                              | opera seria              | Pietro Metastasio                                                           | Dresda, 16 febbraio 1756                                                                              |                               | ripr. rev. Varsavia, carnevale 1761; ripr. rev. Torino, Teatro Regio, 26 dicembre 1764 |
| Nitteti                                  | opera seria              | Pietro Metastasio                                                           | Venezia, Teatro San Benedetto, gennaio 1758                                                           |                               | ripr. rev. Vienna, 1762 |
| Achille in Sciro                         | opera seria              | Pietro Metastasio                                                           | Napoli, Teatro San Carlo, 4 novembre 1759                                                             |                               | |
| Alcide al bivio                          | festa teatrale           | Pietro Metastasio                                                           | Vienna, 8 ottobre 1760                                                                                |                               | |
| Zenobia                                  | opera seria              | Pietro Metastasio                                                           | Varsavia, 7 ottobre 1761                                                                              |                               | |
| Il trionfo di Clelia                     | opera seria              | Pietro Metastasio                                                           | Vienna, 27 aprile 1762                                                                                |                               | ripr. (con rev. di Giuseppe de Majo) Napoli, Teatro San Carlo, 20 gennaio 1763 |
| Egeria                                   | festa teatrale           | Pietro Metastasio                                                           | Vienna, 24 aprile 1764                                                                                |                               | |
| Romolo ed Ersilia                        | opera seria              | Pietro Metastasio                                                           | Innsbruck, 6 agosto 1765                                                                              |                               | |
| Partenope                                | festa teatrale           | Pietro Metastasio                                                           | Vienna, 9 settembre 1767                                                                              |                               | ripr. rev. Berlino, 18 luglio 1775 |
| Piramo e Tisbe                           | intermezzo tragico       | Marco Coltellini                                                            | Vienna, novembre 1768                                                                                 |                               | ripr. rev. Vienna, settembre 1770 |
| Il Ruggiero, ovvero L'eroica gratitudine | opera seria              | Pietro Metastasio, basato sull'Orlando furioso di Ludovico Ariosto          | Milano, Teatro Regio Ducale, 16 ottobre 1771                                                          |                               | |

## Intermezzi
| Titolo                                                                                         | Libretto                                                                       | Prima esecuzione                               | Note                                                        | Rielaborazioni o riprese |
| ---------------------------------------------------------------------------------------------- | ------------------------------------------------------------------------------ | ---------------------------------------------- | ----------------------------------------------------------- | --- |
| Miride e Damari                                                                                |                                                                                | Napoli, Teatro San Bartolomeo, 13 maggio 1726  | rappresentato con Il Sesostrate                             | |
| Larinda e Vanesio (L'artigiano gentiluomo, L'artigiano galantuomo, Il bottegaro gentiluomo)    | Antonio Salvi e Angelo Carasale, basato su Le bourgeois gentilhomme di Molière | Napoli, Teatro San Bartolomeo, dicembre 1726   | rappresentato con Astarto                                   | ripr. rev. Dresda, 8 luglio 1734 |
| Carlotta e Pantolone (La finta tedesca)                                                        |                                                                                | Roma, Teatro delle Dame, 1726                  | rappresentato con Didone abbandonata di Leonardo Vinci      | ripr. Napoli, maggio 1728 con Attalo, re di Bitinia; ripr. rev. Napoli, Teatro San Bartolomeo, carnevale 1734; ripr. rev. Potsdam, 1749                     |
| Grilletta e Porsugnacco (Monsieur de Porsugnacco)                                              | basato su Monsieur de Pourceaugnac di Molière                                  | Venezia, Teatro San Samuele, maggio 1727       | rappresentato con L'incostanza schernita di Tomaso Albinoni | ripr. rev. Napoli, Teatro San Bartolomeo, 19 novembre 1727; ripr. rev. Dresda, 4 agosto 1747                                                                |
| Scintilla e Don Tabarano (La contadina, Don Tabarrano, Der in sich selbst verliebte Narcissus) | Bernardo Saddumene                                                             | Napoli, Teatro San Bartolomeo, autunno 1728    | rappresentato con Il Clitarco di Pietro Scarlatti           | ripr. rev. Venezia, Teatro Sant'Angelo, autunno 1731; ripr. rev. Dresda, 26 luglio 1737; ripr. rev. Dresda, 1745 e gennaio 1747; ripr. rev. Brunswick, 1750 |
| Merlina e Galoppo (La fantesca, Il capitano Galoppo)                                           | Bernardo Saddumene                                                             | Napoli, Teatro San Bartolomeo, 29 gennaio 1729 | rappresentato con L'Ulderica                                | ripr. rev. Venezia, Teatro Sant'Angelo, autunno 1741; ripr. rev. Dresda, 1749                                                                               |
| Dorilla e Balanzone (La serva scaltra, La moglie a forza)                                      |                                                                                | Napoli, Teatro San Bartolomeo, 4 novembre 1729 | rappresentato con Tigrane                                   | ripr. rev. Venezia, 1732 |
| Lucilla e Pandolfo (Il tutore)                                                                 |                                                                                | Napoli, Teatro San Bartolomeo, autunno 1730    | rappresentato con Ezio                                      | ripr. rev. Dresda, 1738 con Alfonso; ripr. rev. Venezia, 1739; ripr. rev. Dresda, 1755                                                                      |
| Arrighetta e Cespuglio (La donna accorta)                                                      |                                                                                | Napoli, inizi anni trenta del Settecento       |                                                             | ripr. Messina, carnevale, 1733; ripr. Firenze, 1751 |
| Pimpinella e Marcantonio                                                                       |                                                                                | Hubertusburg, 7 ottobre 1741                   |                                                             | ripr. rev. Dresda, 14 gennaio 1743; ripr. rev. Versailles, 28 agosto 1753                                                                                   |
| Rimario e Grilantea                                                                            |                                                                                | 1739 o 3 novembre 1741                         |                                                             | |

### Intermezzi di dubbia attribuzione
| Titolo                                                                 | Prima esecuzione      | Rielaborazioni o riprese                                                        |
| ---------------------------------------------------------------------- | --------------------- | ------------------------------------------------------------------------------- |
| Cipollina e Moscatello (Il bevitore)                                   | San Pietroburgo, 1746 | ripr. Dresda, 1747; ripr. Potsdam, 1749                                         |
| Drusilla e Strambone (La vedova ingegnosa, ovvero Il medico ignorante) | Amburgo, 1743         | ripr. Venezia, 1746; ripr. Praga, 1747; ripr. Dresda, 1747; ripr. Amburgo, 1772 |
| Il giocatore                                                           | Dresda, 1746          | ripr. Francoforte, 1755                                                         |

## Serenate
| Titolo                               | Libretto               | Prima esecuzione                        | Note | Rielaborazioni o riprese |
| ------------------------------------ | ---------------------- | --------------------------------------- | ---- | --- |
| Marc'Antonio e Cleopatra             | Francesco Ricciardi    | Napoli, settembre 1725                  |      | Prima esecuzione scenica a Venezia nel giugno 2013. Regia di Marco Bellussi e direzione musicale di Sergio Balestracci. Produzione documentata dalla Rai. |
| La Semele, o sia La richiesta fatale | Francesco Ricciardi    | Napoli, 1726                            |      | |
| Enea in Caonia                       | Luigi Maria Stampiglia | Napoli, 1727                            |      | |
| Sei tu, Lidippe, ò sole              |                        | Dresda, 4 agosto 1734                   |      | |
| Il natal di Giove                    | Pietro Metastasio      | Hubertusburg, 3 agosto o 7 ottobre 1749 |      | |
| Il sogno di Scipione                 | Pietro Metastasio      | Varsavia, 7 ottobre 1758                |      | |

## Oratori
| Titolo                                                      | Libretto                      | Prima esecuzione                                          | Note | Rielaborazioni o riprese                                         |
| ----------------------------------------------------------- | ----------------------------- | --------------------------------------------------------- | ---- | ---------------------------------------------------------------- |
| Daniello                                                    | Apostolo Zeno                 | Vienna, 15 febbraio 1731                                  |      |                                                                  |
| Il cantico de' tre fanciulli                                | Stefano Benedetto Pallavicino | Dresda, 23 aprile 1734                                    |      | ripr. rev. Vienna, 18 dicembre 1774                              |
| Serpentes ignei in deserto                                  | B. Bonimo                     | Venezia, Ospedale degli Incurabili, 1735-1736 o 1738-1739 |      |                                                                  |
| La Virtù appiè della croce                                  | Stefano Benedetto Pallavicino | Dresda, 19 aprile 1737                                    |      | ripr. rev. 1740 e/o 1760                                         |
| Giuseppe riconosciuto                                       | Pietro Metastasio             | Dresda, 31 marzo 1741                                     |      | 2^ versione, Dresda, 1754; ripr. Venezia, aprile 1757            |
| I pellegrini del sepolcro di Nostro Signore                 | Stefano Benedetto Pallavicino | Dresda, 23 marzo 1742                                     |      | ripr. rev. 1748-1750, 1751-1760 e dopo il 1760                   |
| La deposizione della croce di Gesù Cristo, salvatore nostro | Giovanni Cosimo Pasquini      | Dresda, 4 aprile 1744                                     |      | 2^ versione 1748                                                 |
| La caduta di Gerico                                         | Giovanni Cosimo Pasquini      | Dresda, 17 aprile 1745                                    |      | 2^ versione dopo il 1750                                         |
| Sant'Elena al Calvario                                      | Pietro Metastasio             | Dresda, 9 aprile 1746                                     |      | ripr. rev. Dresda (e forse Monaco, 1753                          |
| Sanctus Petrus et Sancta Maria Magdalena                    |                               | Venezia, Ospedale degli Incurabili, 1758                  |      |                                                                  |
| La conversione di Sant'Agostino                             | Maria Antonia Walpurgis       | Dresda, 28 marzo 1750                                     |      | ripr. rev. Dresda, ultimi anni cinquanta e Italia, anni sessanta |

### Oratori di dubbia attribuzione
| Titolo                      | Libretto          | Note                                                           |
| --------------------------- | ----------------- | -------------------------------------------------------------- |
| Isacco figura del Redentore | Pietro Metastasio | attribuito ad Hasse, ma probabilmente di Marianne von Martínez |
| La morte di Cristo          |                   | pasticcio                                                      |
| La Passione del Redentore   |                   | attribuito ad Hasse                                            |
| La religione trionfante     |                   | attribuito ad Hasse                                            |

## Cantate (con basso continuo)
| Titolo                                           | Testo   | Note                                         |
| ------------------------------------------------ | ------- | -------------------------------------------- |
| Ad onta del timore                               |         | per soprano; probabilmente di Nicola Porpora |
| Ah, per pietade almeno                           |         | per soprano                                  |
| Appena affisi in due begl'occhi                  |         | per soprano                                  |
| Aura liete intorno a Clori                       |         | per contralto                                |
| Bella, mi parto, oh Dio (Fille, mi parto, addio) |         | per contralto                                |
| Cadrò, ma i Filistei                             | Sansone | per basso; probabilmente di Antonio Caldara  |
| Care luci che splendete                          |         | per soprano                                  |
| Caro Padre                                       |         |                                              |
| Chieggio ai gigli ed alle rose                   |         | per soprano                                  |
| Chi mi toglie                                    |         |                                              |
| Clori, mio ben, cor mio                          |         | per soprano                                  |
| Credi, o caro, alla speranza                     |         | per soprano                                  |
| Dalle tenebre orrende (Orfeo ed Euridice)        |         | per 2 soprani                                |
| Di che ti lagni                                  |         | per soprano                                  |
| Ecco l'ora fatal                                 |         | per soprano; 1745                            |
| Fatal forza                                      |         | per soprano                                  |
| Filli mia di vaghi fiori                         |         | per contralto                                |
| Già il so verso l'occaso                         |         | per soprano                                  |
| Infelice Amarilli, che pensi                     |         | per soprano                                  |

## Concerti
| Titolo                                                          | Note |
| --------------------------------------------------------------- | ---- |
| Concerto per violoncello, archi e basso continuo in Re maggiore |      |
| Concerto per flauto, archi e basso continuo in Re maggiore      |      |
| Concerto per flauto, archi e basso continuo in si minore        |      |
| Concerto per due flauti, archi e basso continuo in Sol maggiore |      |
| Concerto per oboe, archi e basso continuo in Fa maggiore        |      |
| Concerto per mandolino, archi e basso continuo in Sol maggiore  |      |
| Concerto per organo, archi e basso continuo in Re maggiore      |      |